# Parijs-Camembert 2019
De 80e editie van de wielerwedstrijd Parijs-Camembert werd verreden op 16 april 2019. De start vond plaats in Pont-Audemer en de finish lag net als in 2018 in Livarot. De wedstrijd maakte deel uit van de UCI Europe Tour en viel in de 1.1 categorie. Winnaar van deze editie werd Benoît Cosnefroy en volgde daarmee zijn landgenoot Lilian Calmejane op. 

## Deelnemende ploegen
| WorldTour        | ProContinentaal               | Continentaal            |
| ---------------- | ----------------------------- | ----------------------- |
| AG2R La Mondiale | Arkéa Samsic                  | Roubaix Lille Métropole |
| Groupama-FDJ     | Cofidis                       | St Michel-Auber 93      |
|                  | Delko Marseille Provence      | Cibel-Cebon             |
|                  | Total Direct Énergie          |                         |
|                  | Vital Concept-B&B Hotels      |                         |
|                  | Androni Giocattoli-Sidermec   |                         |
|                  | Euskadi Basque Country-Murias |                         |
|                  | Rally-UHC Cycling             |                         |
|                  | Sport Vlaanderen-Baloise      |                         |
|                  | Wallonie-Bruxelles            |                         |
|                  | Wanty-Gobert                  |                         |

## Uitslag
| Plaats  | Naam                | Ploeg                        | Tijd     |
| ------- | ------------------- | ---------------------------- | -------- |
| Winnaar | Benoît Cosnefroy    | AG2R La Mondiale             | 5u29'50" |
| 2       | Pierre-Luc Périchon | Cofidis                      | + 3"     |
| 3       | Quentin Jauregui    | AG2R La Mondiale             | + 5"     |
| 4       | Romain Hardy        | Arkéa Samsic                 | z.t.     |
| 5       | Julien El Fares     | Delko Marseille Provence     | z.t.     |
| 6       | Mathijs Paasschens  | Wallonie-Bruxelles           | z.t.     |
| 7       | Jérôme Cousin       | Total Direct Énergie         | z.t.     |
| 8       | Kevin Geniets       | Groupama-FDJ                 | z.t.     |
| 9       | Élie Gesbert        | Arkéa Samsic                 | + 8"     |
| 10      | Andrea Vendrame     | Androni Giocattoli-Sidermec  | + 37"    |
|         |                     |                              |          |
| 11      | Amaury Capiot       | BEL Sport Vlaanderen-Baloise | z.t.     |

1946 · 1947 · 1948 · 1949 · 1950 · 1951 · 1952 · 1953 · 1954 · 1955 · 1956 · 1957 · 1958 · 1959 · 1960 · 1961 · 1962 · 1963 · 1964 · 1965 · 1966 · 1967 · 1968 · 1969 · 1970 · 1971 · 1972 · 1973 · 1974 · 1975 · 1976 · 1977 · 1978 · 1979 · 1980 · 1981 · 1982 · 1983 · 1984 · 1985 · 1986 · 1987 · 1988 · 1989 · 1990 · 1991 · 1992 · 1993 · 1994 · 1995 · 1996 · 1997 · 1998 · 1999 · 2001 · 2002 · 2003 · 2004 · 2005 · 2006 · 2007 · 2008 · 2009 · 2010 · 2011 · 2012 · 2013 · 2014 · 2015 · 2016 · 2017 · 2018 · 2019 · 2020 · 2021 · 2022 · 2023 · 2024